# کورتی ۶۶۰۰
سیارک ۶۶۰۰ (به انگلیسی: 6600 Qwerty، نامگذاری:1988QW) شش هزار و ششصدمین سیارک کشف شده‌است که در ۱۷ اوت ۱۹۸۸ کشف شد.